# Eva Maria Steiger
Eva Maria Steiger, amb nom de guerra «Elefteria Hambi», (Baviera, segle XX - Garê, Kurdistan Meridional, 25 de novembre de 2019) fou una activista política i guerrillera alemanya, d'ideologia anarquista i ecologista. Integrant de la milícia kurda Unitats de Protecció de les Dones (YPJ), morí en un bombardeig de la Força Aèria Turca.
Nascuda als anys 1980 a l'estat federat alemany de Baviera, fruit de la relació entre la Corinna i el Hans Michael, mare i pare respectivament. Cursà estudis de Física i començà a entrar en contacte amb els moviments socials, particularment amb refugiats kurds com a membre d'un grup anarquista. El 2017 es traslladà al Kurdistan Occidental (Rojava) i, un any més tard, ingressà a la milícia kurda Unitats de Protecció de les Dones (YPJ). Steiger trià com a nom de guerra «Elefteria Hambi» en homenatge a Elefteria Fortulaki, el nom d'una mare grega de dos fills que el 2006 es va immolar com a protesta de la massacre al poble kurd, i el bosc de Hambach, un bosc antic a l'oest d'Alemanya on activistes ecologistes acamparen per protegir-lo i evitar la seva tala per interessos comercials. Després d'un any, el 2019, es traslladà a la part iraquiana, al Kurdistan Meridional (Başûr), per unir-se a l'ala militar del Partit dels Treballadors del Kurdistan (PKK), les Forces de Defensa del Poble (HPG). Morí el 25 de novembre de 2019 per culpa d'un bombardeig de la Força Aèria Turca a Garê, situat a la regió de Sêdarê, prop de Zaxo.